# Pszczołojad długosterny
Pszczołojad długosterny (Henicopernis longicauda) – gatunek dużego ptaka drapieżnego z rodziny jastrzębiowatych (Accipitridae). Jest gatunkiem endemicznym dla Nowej Gwinei i wysp położonych na zachód od niej, w tym Aru.
SystematykaJest to gatunek monotypowy. Proponowano wydzielenie populacji z wysp w pobliżu Nowej Gwinei do podgatunków fraterculus i minimus, ale nie są one obecnie uznawane. Niektórzy autorzy łączyli pszczołojada długosternego i pszczołojada ciemnego (H. infuscatus) w jeden gatunek.
RozmiaryDługość ciała około 61 cm, rozpiętość skrzydeł 105–140 cm. Masa ciała 447–730 g.
Ekologia i zachowaniePreferuje środowisko leśne. Jego pożywienie stanowią głównie owady, w tym osy, mrówki oraz koniki polne. Poza tym jada też jaszczurki oraz ptaki i ich jaja.
Gniazdo zbudowane z patyków jest zwykle usytuowane wysoko na drzewie, czasami w koronie wysokiego pandana, a niekiedy na półce skalnej.
StatusMiędzynarodowa Unia Ochrony Przyrody (IUCN) uznaje pszczołojada długosternego za gatunek najmniejszej troski (LC – least concern) nieprzerwanie od 1988 roku. Trend liczebności populacji uznaje się za spadkowy.